# 全光菊
全光菊（学名：Hieracium hololeion）为菊科山柳菊属下的一个种。

## 扩展阅读
- 維基物種上的相關：全光菊